# Eu Sempre Quis
"Eu Sempre Quis" é uma canção gravada pelo cantor e compositor brasileiro Silva para seu terceiro álbum de estúdio, Júpiter (2015). Composta pelo cantor e seu irmão, Lucas Souza, a canção foi lançada pelas gravadoras SLAP e Polysom em 6 de novembro de 2015 como primeiro single do álbum.

## Lançamento
No dia 1° de novembro de 2015, no Instagram oficial do cantor, seis imagens em branco foram postadas com o link do site oficial do cantor contendo um cronograma marcando algo para as primeiras horas da sexta, 6 de novembro de 2015. Logo então, o cantor mudou suas imagens das redes sociais para uma imagem do planeta Júpiter.
O lançamento da canção ocorreu às 00:00, pelo horário de Brasília, do dia 6 de novembro de 2015, junto com o anúncio do novo álbum Júpiter. A música foi então imediatamente lançada no serviço de streaming Spotify.

## Composição
"Eu Sempre Quis" foi composta pelo cantor e por seu irmão, Lucas Silva, e foge da sonoridade apresentada nos álbuns anteriores, revelando uma produção crua, porém envolvente e sentimental, marcada por seu vocal suave, guitarra melancólica e uma base eletrônica mais serena. A faixa também traz versos confessionais em tom frágil, delicado e puro. "Eu Sempre Quis" é uma composição mais visceral, onde o músico deixa a timidez de lado e começa a explorar um lado mais humano.

## Histórico de lançamento
| País   | Data                  | Gravadora | Formato          |
| ------ | --------------------- | --------- | ---------------- |
| Brasil | 6 de novembro de 2015 | SLAP      | Streaming        |
| Brasil | 8 de novembro de 2015 | SLAP      | Download digital |